# Jazzheads
Jazzheads is een onafhankelijk Amerikaans platenlabel voor geïmproviseerde muziek. Het label werd opgericht door de pianist en componist Randy Klein. 
Artiesten die op het label uitkwamen zijn onder meer Dave Liebman and the Manhattan School of Music Jazz Orchestra, Tito Puente, Chris Washburne, Mark Weinstein, John Mastroianni, Paulo Moura, Mayra Caridad Valdés, John Tchicai, Hip Hop Hoodios, Dave Frank, Bobby Sanabria, NYNDK en Gabriele Tranchina.